# Cyclopsidea hardyi
Cyclopsidea hardyi är en tvåvingeart som beskrevs av M. Josephine Mackerras 1925. Cyclopsidea hardyi ingår i släktet Cyclopsidea och familjen Nemestrinidae. Inga underarter finns listade i Catalogue of Life.